# 搖擺鹼基對

肌苷和鳥嘌呤的搖擺鹼基對

在分子生物學中，搖擺鹼基對（英語：Wobble base pair）是RNA分子中不遵守沃森-克里克碱基配对规则的碱基对 四個主要擺動鹼基对是鳥嘌呤-脲嘧啶（guanine-uracil，G-U）、次黄嘌呤-脲嘧啶（inosine-uracil，I-U）、肌苷-腺嘌呤（inosine-adenine，I-A）和肌苷-胞嘧啶（inosine-cytosine，I-C）。搖擺鹼基對的熱力學穩定性與沃森-克里克鹼基對大致相等。搖擺鹼基对是RNA二級結構的基本单位，對遗传密码轉譯的正確性至關重要。
弗朗西斯·克里克提出，tRNA 5'端的第一個反密碼子與信使RNA的第三個鹼基結合，比起其他的兩個反密碼子，空间比较宽敞，从而可以拥有不标准的碱基对。沃森-克里克碱基配对规则说明，在DNA鹼基中，A应与T配对；RNA鹼基中，A應與U配對，但是在轉譯時RNA的第一個反密碼子也可能出現A配G或A配C等的情況。

## 參閱
- 鹼基對
- 胡斯坦碱基对

## 外部連結
- （页面存档备份，存于）
- tRNA, the Adaptor Hypothesis and the Wobble Hypothesis
- Wobble base-pairing between codons and anticodons （页面存档备份，存于）